# 戏谑
戏谑（Sardonicism）是指以一种轻蔑或玩世不恭的态度表达的诙谐，或者是一种带不屑意味的戏笑（Mockery） 。戏谑是一种表现幽默或抖机灵的形式，戏谑通常是以一种不那么负面的态度下，表达一种令人不适不快的事实，而常常会带有一定的怀疑论色彩。